# Alí Soto
Alí Soto Macías (ur. 20 sierpnia 1993) – meksykański zapaśnik w stylu klasycznym. Zajął 27. miejsce na mistrzostwach świata w 2015. Wicemistrz igrzysk panamerykańskich w 2015. Srebrny medal na mistrzostwach panamerykańskich w 2016 i brązowy w 2013, a także na igrzyskach Ameryki Środkowej i Karaibów w 2014. Trzeci na MŚ juniorów w 2012 roku.